# Incel Holding Banja Luka

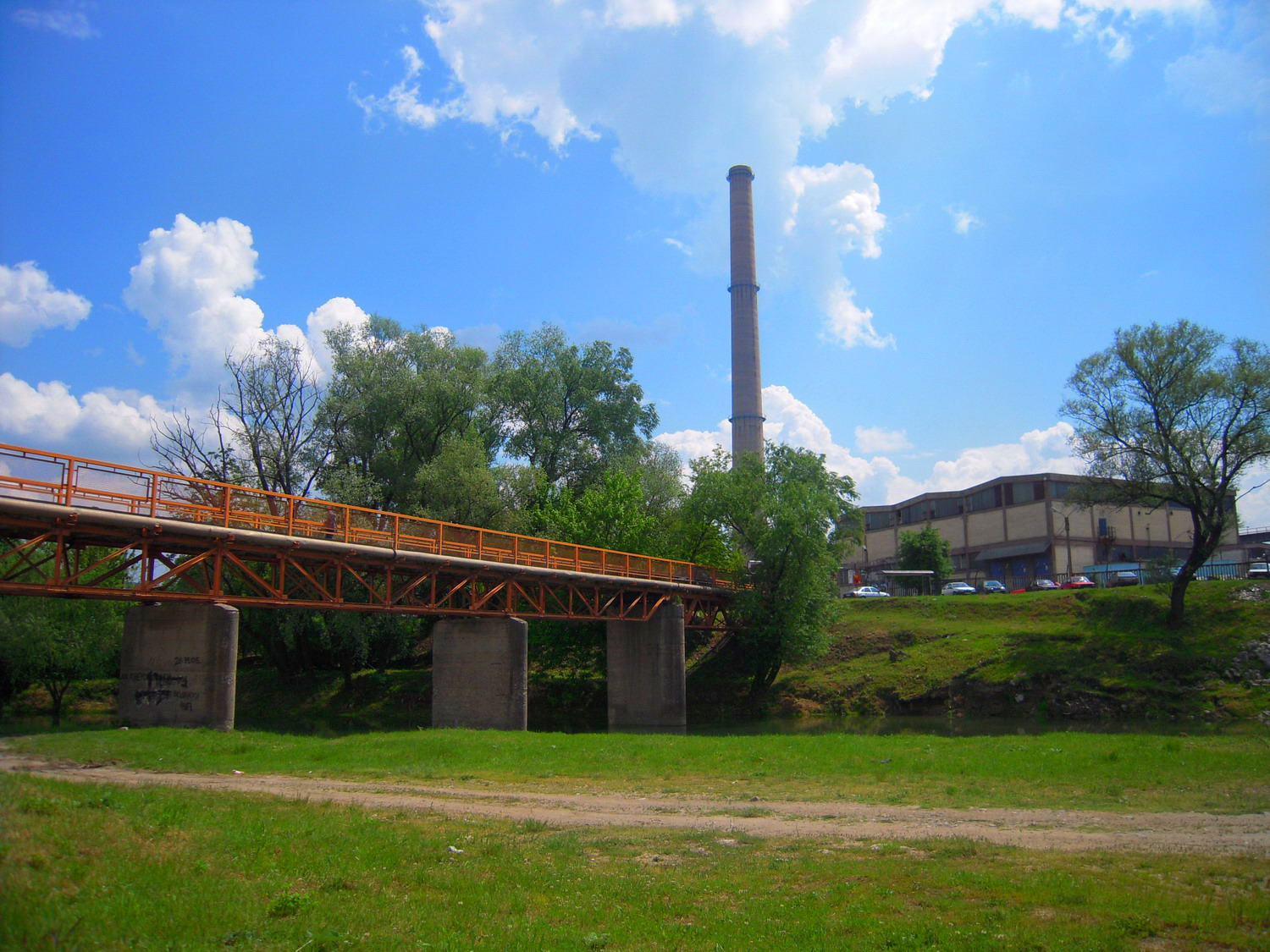
Une entreprise de la holding Incel

Incel Holding Banja Luka (code BLSE : INCH-R-A) est une holding bosnienne qui a son siège social à Banja Luka, la capitale de la république serbe de Bosnie.

## Activités
Incel Holding Banja Luka gère le portefeuille de six entreprises : Energetika d.o.o. Banja Luka, une société publique travaillant dans le domaine de l'électricité, Viskoza d.o.o. Banja Luka (immobilier et commerce), Celuloza d.o.o. Banja Luka (location de biens immobiliers), Elektroliza d.o.o. Banja Luka (industrie chimique), Industrijske plantaže Banja Luka (exploitation forestière), et Slobodna zona a.d Banja Luka (exploitation de la zone franche de la ville).

## Données boursières
Le capital d'Incel Holding Banja Luka est détenu à 65 % par l'État.